# Cremastus atripennis
Cremastus atripennis är en stekelart som beskrevs av Dasch 1979. Cremastus atripennis ingår i släktet Cremastus och familjen brokparasitsteklar. Inga underarter finns listade i Catalogue of Life.